# Vietnam vid världsmästerskapen i friidrott 2022
Vietnam tävlade vid världsmästerskapen i friidrott 2022 i Eugene i USA mellan den 15 och 24 juli 2022. Vietnam hade en trupp på en idrottare.

## Resultat

### Damer
Gång- och löpgrenar
| Idrottare     | Gren           | Försöksheat | Försöksheat | Semifinal        | Semifinal        | Final            | Final            |
| Idrottare     | Gren           | Resultat    | Placering   | Resultat         | Placering        | Resultat         | Placering        |
| ------------- | -------------- | ----------- | ----------- | ---------------- | ---------------- | ---------------- | ---------------- |
| Quách Thị Lan | 400 meter häck | 58,84       | 35          | Gick inte vidare | Gick inte vidare | Gick inte vidare | Gick inte vidare |